# Wieża widokowa na Śnieżniku (1899)

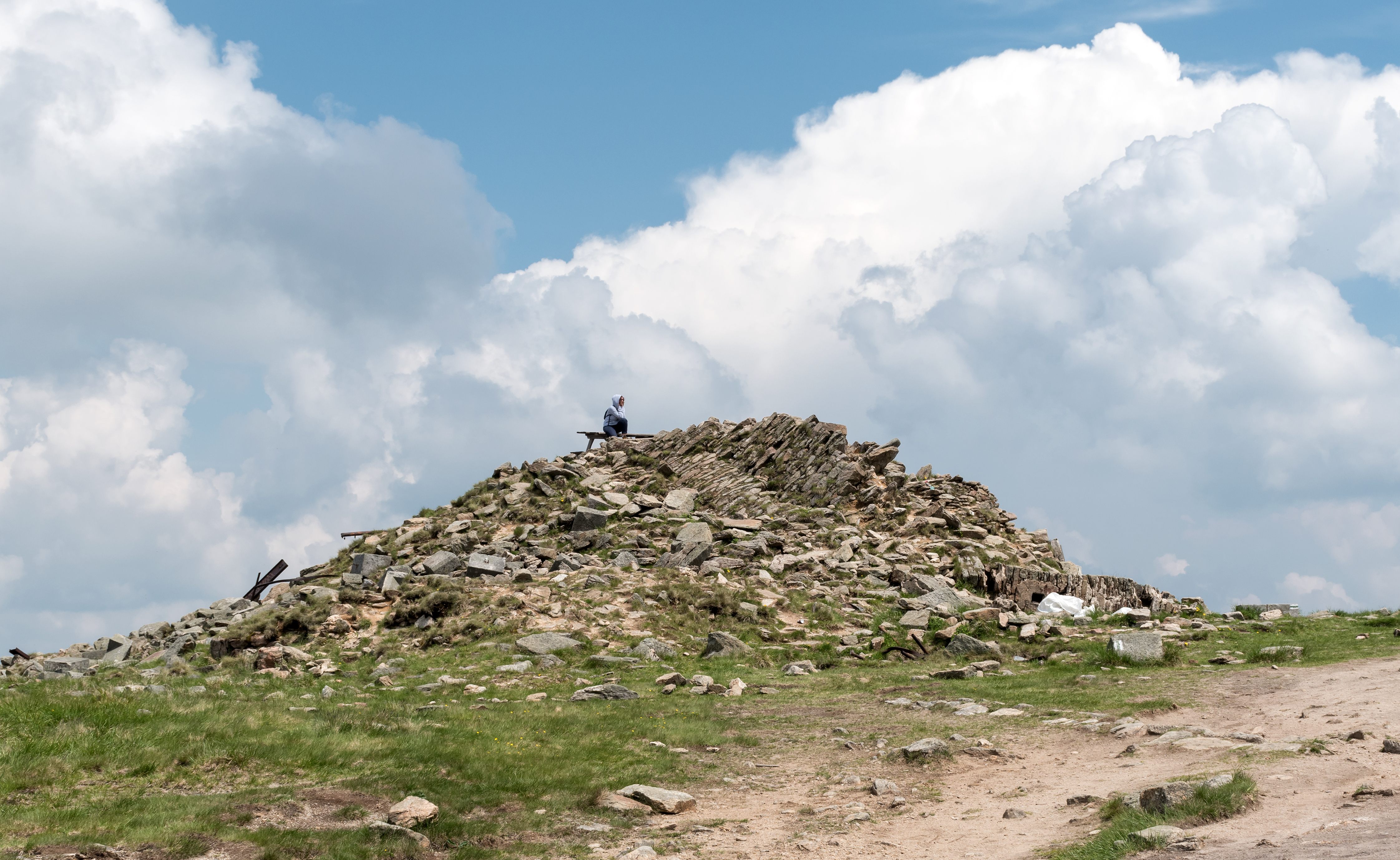
Pozostałości po wieży na szczycie Śnieżnika (2016)

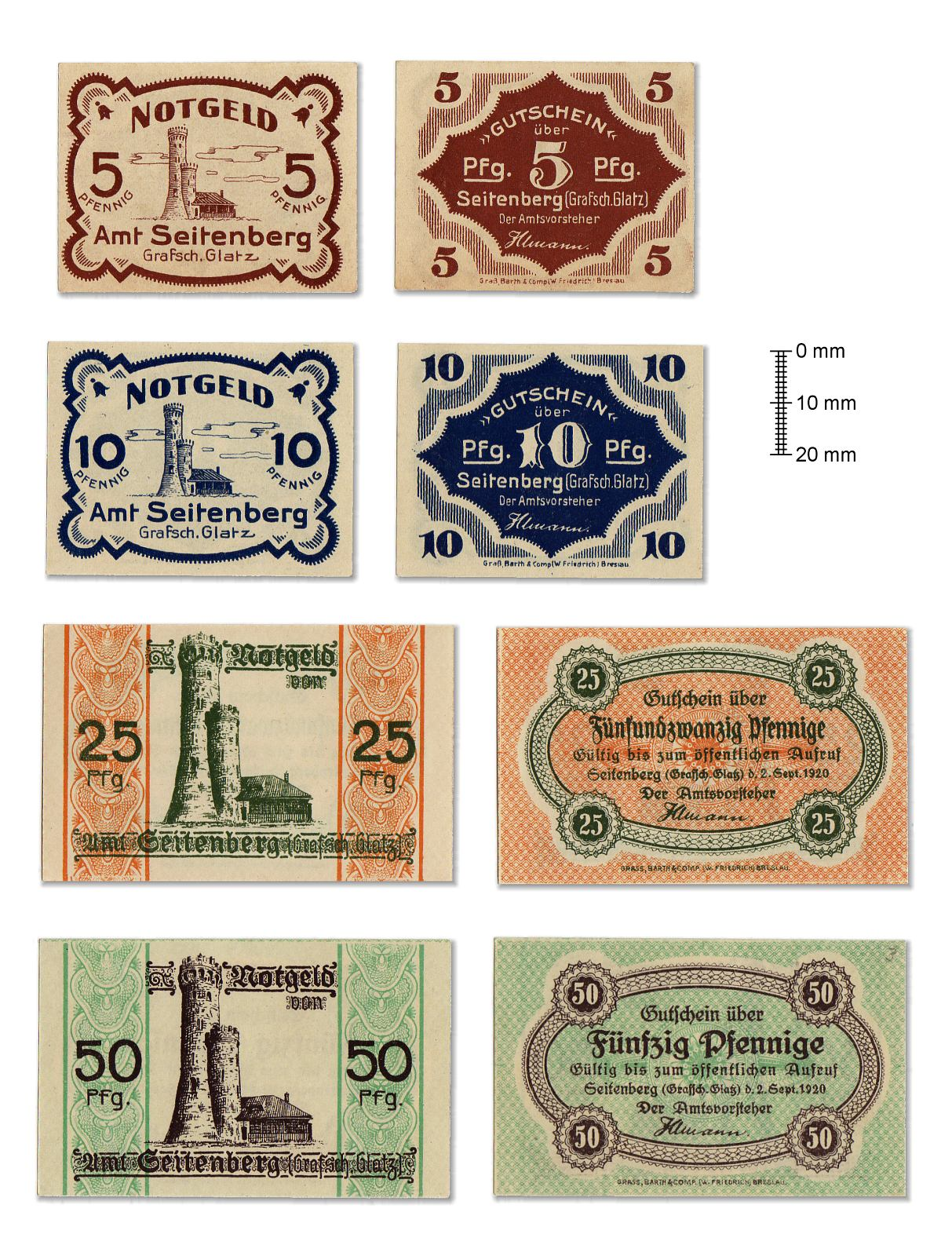
Rysunek wieży na Śnieżniku na niemieckich banknotach zastępczych, tzw. notgeldach wyemitowanych przez urząd w Stroniu Śląskim w 1920 r.

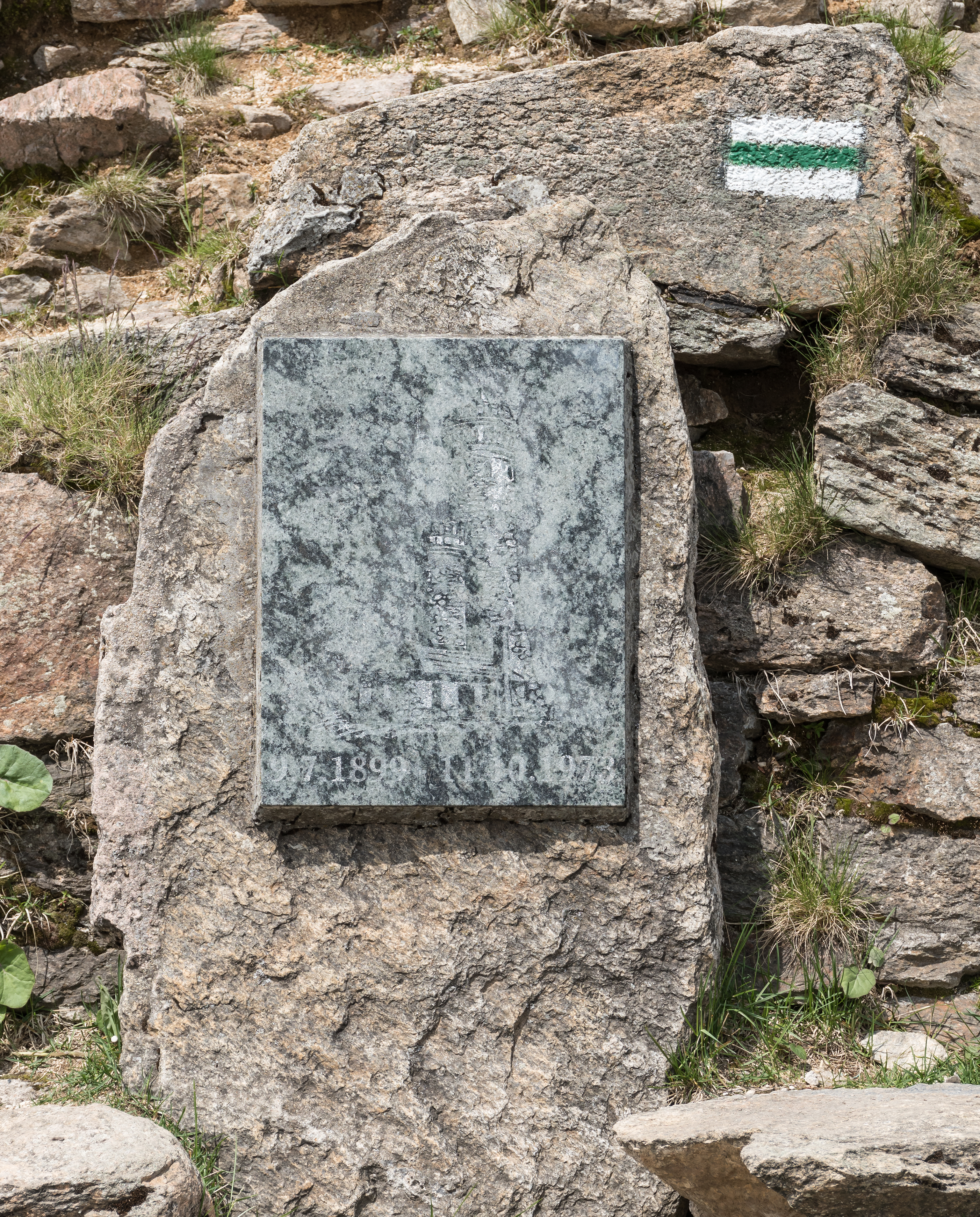
Tablica pamiątkowa na ruinach wieży

Wieża widokowa na Śnieżniku im. cesarza Wilhelma I (niem. Kaiser-Wilhelm-Turm lub Glatzer Schneebergturm) – nieistniejąca już kamienna wieża widokowa wzniesiona na szczycie góry Śnieżnik (1425 m n.p.m., Sudety Wschodnie) w stylu niemieckiego, romantycznego historyzmu wzorującego się na gotyku. Zbudowana została z inicjatywy Kłodzkiego Towarzystwa Górskiego w latach 1895–1899 i istniała tam do 1973 r. Stanowiła dobry punkt widokowy na najwyższym w tej części Sudetów szczycie. Była dobrze widoczna z większości miejsc ziemi kłodzkiej i stanowiła jeden z jej bardziej znanych symboli.

## Historia powstania
Szczyt Śnieżnika ma kształt rozległej kopuły. Obserwacje panoramy utrudnia wypłaszczenie na szczycie ograniczające perspektywę. Już podróżnicy w pierwszej połowie XIX w. (Peter Samuel Schilling, Julius Krebs) zwracali uwagę na konieczność wzniesienia wieży, która miłośnikom turystyki ułatwiałaby podziwianie okolicy ze śląskiego Mont Blanc. W 1882 r. sekcja Staré Město Morawsko-Śląskiego Sudeckiego Towarzystwa Górskiego zaproponowała budowę wieży widokowej. Jej inicjatywa spotkała się z przeciwdziałaniem Kłodzkiego Towarzystwa Górskiego, które samo planowało taką inwestycję. Konflikt rozstrzygnął książę Albrecht Hohenzollern, będący właścicielem większości ziemi na szczycie, który w październiku 1884 r. odmówił zgody na budowę.
W 1887 r. inicjatywę budowy przejęła sekcja wrocławska GGV. Prezesem GGV był wówczas Felix Burczek, którego uważa się za ojca wieży. W rok później, gdy umarł cesarz Wilhelm I, zapadła decyzja, że wieża będzie pomnikiem jego pamięci. W ten sposób planowano przełamać opór księcia Albrechta. Pomysł okazał się trafny. Księciu nie wypadało sprzeciwiać się budowie wieży ku czci cesarza i swojego krewnego. Projektantem budowli był Felix Henry. Jego plany zatwierdzono w 1893 r. wraz z podpisaniem umowy budowlanej z księciem, właścicielem klucza strońskiego. W 1894 r. zadanie budowy powierzono Emilowi Giesserowi, mistrzowi budowlanemu z Kłodzka. Koszt inwestycji oszacowano na 32–36 tys. ówczesnych marek. W celu zgromadzenia niezbędnych funduszy wypuszczono obligacje. Umowę z firmą Giessera podpisano 4 marca 1895 r. Felix Burczek zrzekł się na czas budowy funkcji przewodniczącego GGV.
6 kwietnia 1895 r. przekazano plac pod budowę, a 17 kwietnia położono kamień węgielny. Prace budowlane ruszyły na początku września tego samego roku. Trwały one przez cztery lata w bardzo trudnych warunkach i tylko w miesiącach letnich. Kamienne bloki na budowę (gnejs) pozyskiwano na miejscu z okolicznych gołoborzy. Na szczycie Śnieżnika znaleziono też nieco piasku, a wodę pozyskiwano ze źródeł rzeki Morawy na południowym stoku. Materiały budowlane były sprowadzane z okolicznych miejscowości. Piaskowiec na detale architektoniczne pochodził z Piekielnej Doliny nieopodal Polanicy-Zdroju.
Wieża została ukończona w 1899 r. 9 lipca nastąpiło oficjalne otwarcie z udziałem księcia Albrechta. Oddano ją dla ruchu turystycznego. Miejsce zyskało ogromną popularność i wiadomo, że np. w 1906 r. odwiedziło ją 4200 osób. Wstęp do wieży był płatny i kosztował 20 fenigów.

## Wygląd wieży
Budowla miała wysokość 33,55 m. Składała się z dwóch przylegających do siebie, cylindrycznych wież zwieńczonych blankami. Platformy widokowe znajdowały się na szczytach na wysokości 29,95 m i 17,40 m. Wejście prowadziło do okrągłej, nakrytej szklanym dachem sali, wewnątrz większej wieży. Sala ta o średnicy 8 m i wysokości 5 m, wspierała się na pięciu filarach, oświetlały ją dodatkowo wąskie, zwieńczone łukami okienka i nosiła nazwę Hali pamięci cesarza Wilhelma I. Stało w niej popiersie cesarza o wysokości 1,23 m autorstwa Franza Thamma z Lądka-Zdroju oraz tablica pamiątkowa poświęcona budowniczym. Na dolną platformę widokową można było wejść po spiralnych, metalowych schodach wewnątrz niższej z wież. Stamtąd schodami wewnątrz wieży wyższej można było dostać się na górną platformę, gdzie znajdowała się luneta oraz cztery tablice opisujące panoramę.
Przy wieży stało niewielkie, jednoizbowe, drewniane schronisko turystyczne z werandą i miejscami do spania na poddaszu. Później rozbudowano je otwierając tu gospodę i sklepik z pamiątkami.

## Symbolika wieży
Architekt nie pozostawił żadnych wskazówek w sprawie symboliki budowli. Wkrótce jednak pojawiły się różne interpretacje. Jedna z nich mówiła, że budowla symbolizuje Wilhelma Tella i jego syna. Zaakceptowano jednak inne wytłumaczenie mówiące, że budowla przedstawia sojusz niemiecko-austriacki. W tym ujęciu wyższa wieża oznaczała Niemcy, a niższa Austro-Węgry.

## Ciekawostka
W 1938 r. wieża widokowa i pobliskie schronisko „Na Śnieżniku” były miejscem spotkań oficerów Abwehry z niemieckimi szpiegami na terenie Czechosłowacji. Jedną z rozmów podsłuchał agent czechosłowacki i dzięki temu udało się aresztować dwoje niemieckich szpiegów, którzy jednak wkrótce po zawarciu układu monachijskiego zostali zwolnieni.

## Historia zburzenia
Po 1945 r. ziemia kłodzka została włączona do Polski. Nowi gospodarze nie interesowali się wieżą. PTT z okazji 75-lecia istnienia wieży umieściło w niej tablicę pamiątkową. Na Hali pod Śnieżnikiem 22 sierpnia 1948 r. PTT – Oddział w Kłodzku otwierał odbudowane schronisko PTTK „Na Śnieżniku” i poświęciło ufundowaną z tej okazji tablicę. Zebrało się ponad 1500 osób, obecni byli prof. dr Walery Goetel, wiceprezes PTT, Stanisław Kulczyński, rektor Uniwersytetu i Politechniki we Wrocławiu, przedstawiciele Wojska Polskiego, licznych stowarzyszeń, delegatów Klubu Czechosłowackich Turystów oraz władz czeskich. Mimo że w 1948 r. przeprowadzono remont zabezpieczający, opuszczona budowla niszczała – przez ponad 20 lat nie doczekała się opieki, nie przeprowadzono konserwacji. Nadal stanowiła atrakcję turystyczną i cel licznych wycieczek na szczyt. Dewastacje i surowe warunki atmosferyczne niszczyły obiekt turystyczny. Wejście na wieżę uchodziło za niebezpieczne.
W 1973 r. ówczesne władze podjęły arbitralną decyzję o zburzeniu wieży na Śnieżniku. O jej losie zadecydował naczelnik Stronia Śląskiego Marian Snopkowski, który podjął decyzję o wyburzeniu wieży. Pretekstem stał się zły stan techniczny. Przy pomocy wojskowych saperów z Wrocławia wysadzono ją w powietrze. Pierwsza detonacja materiałów wybuchowych okazała się nieudana. Kamienna konstrukcja runęła 11 października 1973 r. o godz. 14:01, wbrew opiniom o złym stanie technicznym, dopiero po zastosowaniu podwójnych ładunków. Zdemontowana polska tablica została porzucona, uratowali ją Czesi i do 1989 wisiała w Starym Městě pod Sněžníkem. Odzyskana, została zamontowana przez Lecha Rugałę oraz Zbigniewa Fastnachta w ścianie schroniska „Na Śnieżniku” i odsłonięta 20 sierpnia 1989.
Z dzisiejszego punktu widzenia ocenia się, że była to niepotrzebna i pochopna decyzja. Decyzja o wyburzeniu wieży na Śnieżniku była błędna, można było przeznaczyć fundusze na jej remont i modernizację. Wieży „zaszkodziło” też imię patrona, uchodzącego za wroga Polaków i niewygodne dla wizerunku polskości Ziem Odzyskanych.

## Odbudowa wieży
Już w kilka lat później zdano sobie sprawę, że zniszczenie wieży było bezsensowne i szkodliwe dla atrakcyjności turystycznej Śnieżnika. Temat odbudowy powracał co kilka lat, nie przynosząc jednak żadnych rezultatów:
- w 1979 r. Urząd Wojewódzki w Wałbrzychu ogłosił konkurs na koncepcję odbudowy obiektu,
- w 1986 r. Ośrodek Sportu i Rekreacji w Stroniu Śląskim podejmował próbę opracowania planów,
- w 1993 r. zarząd Śnieżnickiego Parku Krajobrazowego i przewodnicy PTTK próbowali na nowo obudzić temat,
- w 1995 r. utworzono Fundację Śnieżnickiej Wieży Widokowej, do której przystąpiły cztery okoliczne gminy: Stronie Śląskie, Lądek-Zdrój, Bystrzyca Kłodzka i Międzylesie; zaangażowano partnerów z Czech i Niemiec; wykonano projekt architektoniczny, którego autorem był Wojciech Kosiński, architekt z Krakowa. Działania te również nie przyniosły żadnych efektów.

Projekty te budziły wiele sporów; dyskutowano sam pomysł stawiania wieży. Przeciwnicy rekonstrukcji podnosili m.in. argumenty związane z ochroną przyrody (szczyt Śnieżnika jest rezerwatem).
Ostatecznie, w 2021 podjęto budowę wieży w nowym kształcie, z planowanym oddaniem do użytku w 2022 i jej kontynuatorką stała się wieża widokowa na Śnieżniku z 2022.

## Kopia wieży

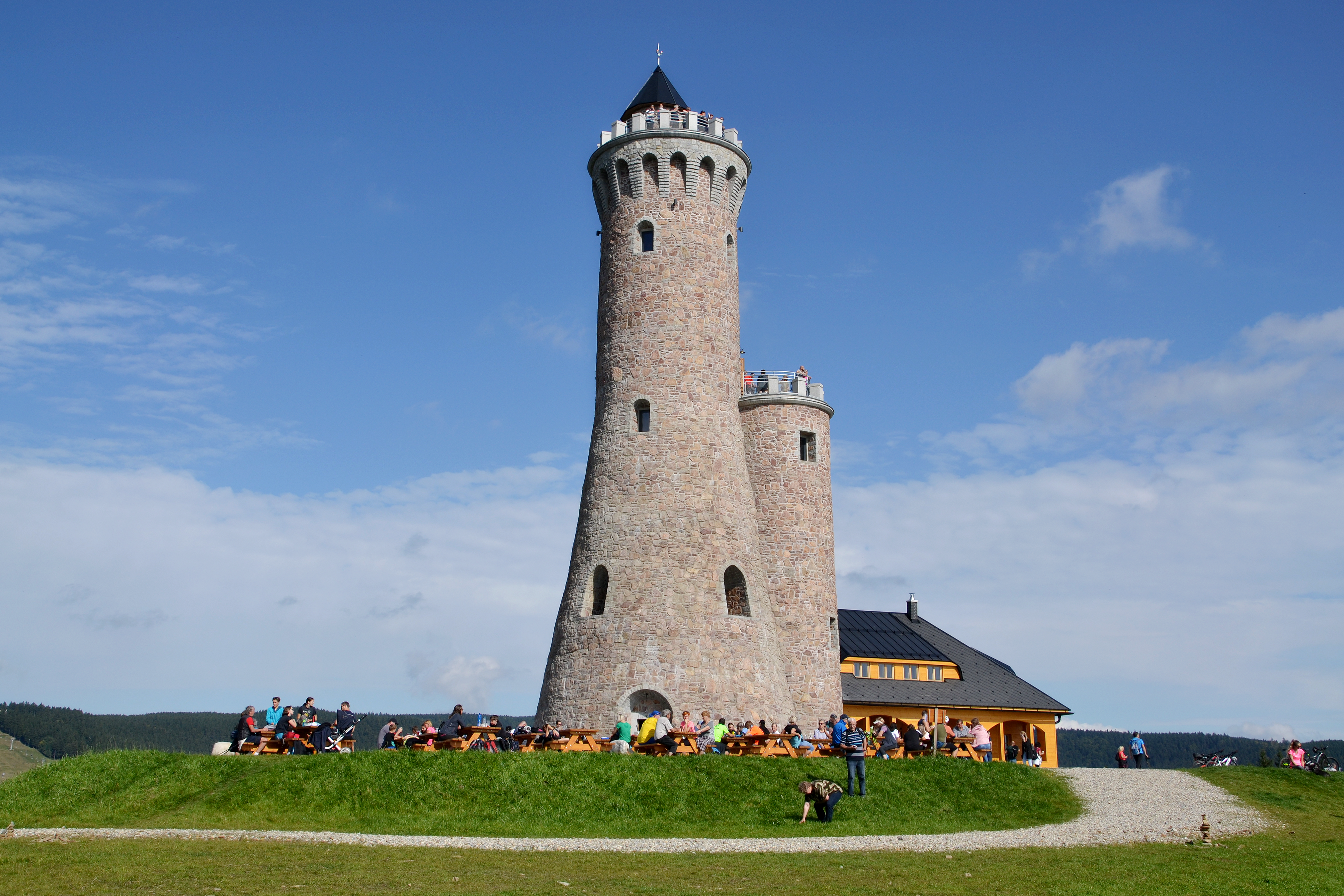
Replika śnieżnickiej wieży – Dalimilova rozhledna

W lipcu 2021 roku otwarto wieżę widokową na górze Větrov, w czeskiej części Gór Złotych (Rychlebské hory). Wieża o oficjalnej nazwie Dalimilova rozhledna jest dokładną kopią wieży ze Śnieżnika. Położona jest w odległości 9,5 kilometra od oryginalnej wieży, a z górnego piętra widokowego widoczna jest nowa wieża na Śnieżniku.